# Józef Szeremeta
Józef Marian Szeremeta (ur. 12 sierpnia 1897 we Lwowie, zm. 17 października 1973 w Londynie) – podpułkownik Polskich Sił Zbrojnych.

## Życiorys
Urodził się 12 sierpnia 1897 we Lwowie. Podczas I wojny światowej był żołnierzem Legionów Polskich. Został awansowany na stopień porucznika w korpusie oficerów administracji dział kancelaryjny ze starszeństwem z dniem 1 grudnia 1920. W 1924 był oficerem Wojskowego Instytutu Naukowo-Oświatowego. Został kierownikiem kancelarii i adiutantem zorganizowanego w 1927 Państwowego Urzędu Wychowania Fizycznego i Przysposobienia Wojskowego, w którym służył na przełomie lat 20. i 30 służył. Na początku 1930 był członkiem Wydziału Gier Ligi PZPN. 27 czerwca 1935 został mianowany kapitanem ze starszeństwem z 1 stycznia 1935 roku i 6. lokatą w korpusie oficerów sanitarnych. Według stanu z marca 1939 był oficerem ordynansowym dyrektora PUWFiPW.
Uczestniczył w II wojnie światowej, po której pozostał na emigracji w Wielkiej Brytanii. Był jednym z założycieli Koła Lwowian w Londynie. Do końca życia pozostawał w stopniu podpułkownika. Zmarł 17 października 1973 w Londynie. Został pochowany na tamtejszym Cmentarzu North Sheen 22 października 1973.

## Ordery i odznaczenia
- Krzyż Niepodległości – 15 czerwca 1932 „za pracę w dziele odzyskania niepodległości”[11][12]
- Srebrny Krzyż Zasługi (przed 1932)